# Utsunomiya
Utsunomiya (宇都宮市, Utsunomiya-shi) est la capitale et la ville la plus peuplée de la préfecture de Tochigi, Japon.

## Géographie

### Situation
Utsonomiya se trouve à environ 100 km au nord de Tokyo, capitale du Japon. La ville historique de Nikkō se trouve 35 km à l'ouest.

### Topographie
Utsonomiya est entourée par les montagnes de Nikkō et Nasu au nord-ouest, par la rivière Kinu à l'est, et par la plaine de Kantō au sud-est.

### Démographie
En 2010, la population de la ville était estimée à 509 860 habitants et sa densité de population à 1 220 personnes/km2. Sa superficie est de 416,84 km2. L'agglomération d'Utsunomiya (宇都宮都市圏, Utsunomiya Toshi-ken) comportait 888 005 habitants lors du recensement de 2000.

### Climat
| Mois                                             | jan.       | fév.       | mars       | avril     | mai       | juin      | jui.      | août      | sep.      | oct.      | nov.      | déc.       | année      |
| ------------------------------------------------ | ---------- | ---------- | ---------- | --------- | --------- | --------- | --------- | --------- | --------- | --------- | --------- | ---------- | ---------- |
| Température minimale moyenne (°C)                | −2,2       | −1,3       | 2,1        | 7,4       | 13        | 17,4      | 21,4      | 22,5      | 18,8      | 12,6      | 5,7       | 0,2        | 9,8        |
| Température moyenne (°C)                         | 2,8        | 3,8        | 7,4        | 12,8      | 17,8      | 21,2      | 24,8      | 26        | 22,4      | 16,7      | 10,6      | 5,1        | 14,3       |
| Température maximale moyenne (°C)                | 8,6        | 9,7        | 13,4       | 18,8      | 23,3      | 25,9      | 29,5      | 30,9      | 27        | 21,4      | 15,9      | 10,9       | 19,6       |
| Record de froid (°C) date du record              | −14,8 1902 | −13,3 1952 | −12,4 1910 | −6,4 1911 | −0,8 1929 | 4,7 1902  | 10,3 1976 | 11,4 1910 | 5,5 1909  | −2,7 1904 | −6,7 1921 | −10,9 1898 | −14,8 1902 |
| Record de chaleur (°C) date du record            | 21 1916    | 24,6 1962  | 27,2 2013  | 30,4 1922 | 34,4 2019 | 37,5 2011 | 38,7 1997 | 37,5 2020 | 36,5 2000 | 33,5 2018 | 25,1 1990 | 24,7 2004  | 38,7 1997  |
| Ensoleillement (h)                               | 211,7      | 193,3      | 194,2      | 184,9     | 175,4     | 118,5     | 118,9     | 140,9     | 119,8     | 140,3     | 165,9     | 197,4      | 1 961,1    |
| Précipitations (mm)                              | 37,5       | 38,5       | 87,7       | 121,5     | 149,2     | 175,2     | 215,4     | 198,5     | 217,2     | 174,4     | 71,1      | 38,5       | 1 524,7    |
| dont neige (cm)                                  | 7          | 8          | 2          | 0         | 0         | 0         | 0         | 0         | 0         | 0         | 0         | 1          | 18         |
| Nombre de jours avec précipitations              | 3,7        | 4,7        | 8,2        | 9,8       | 11,3      | 13,1      | 13,7      | 11,9      | 12,3      | 9,7       | 6,2       | 4,1        | 108,7      |
| dont nombre de jours avec précipitations ≥ 10 mm | 1,4        | 1,3        | 3,4        | 4,1       | 4,8       | 5,4       | 6,2       | 5,1       | 6,4       | 4,7       | 2,5       | 1,2        | 46,5       |
| Humidité relative (%)                            | 61         | 59         | 60         | 64        | 69        | 76        | 79        | 78        | 77        | 74        | 71        | 66         | 70         |
| Nombre de jours avec neige                       | 1,4        | 1,7        | 0,5        | 0,1       | 0         | 0         | 0         | 0         | 0         | 0         | 0         | 0,3        | 4          |
| Nombre de jours d'orage                          | 0          | 0,1        | 0,6        | 2         | 3,5       | 3,2       | 5,7       | 7,1       | 2,7       | 0,9       | 0,3       | 0,2        | 26,5       |
| Nombre de jours avec brouillard                  | 1          | 1,4        | 1,2        | 1,3       | 1,4       | 1,1       | 1,4       | 0,5       | 1,1       | 1,3       | 2         | 1,5        | 15,3       |

| Diagramme climatique                                  |             |             |              |             |               |               |               |             |               |             |             |
| J                                                     | F           | M           | A            | M           | J             | J             | A             | S           | O             | N           | D           |
| 8,6−2,237,5                                           | 9,7−1,338,5 | 13,42,187,7 | 18,87,4121,5 | 23,313149,2 | 25,917,4175,2 | 29,521,4215,4 | 30,922,5198,5 | 2718,8217,2 | 21,412,6174,4 | 15,95,771,1 | 10,90,238,5 |
| Moyennes : • Temp. maxi et mini °C • Précipitation mm |             |             |              |             |               |               |               |             |               |             |             |

## Histoire
La ville s'est construite autour du sanctuaire Futaara-yama puis autour du château construit par Sohen Fujiwara.
La bataille du château d'Utsunomiya s'est déroulée du 10 au 14 mai 1868, lors de la guerre de Boshin entre l'armée impériale et les troupes de Tokugawa et a entraîné l'incendie de la ville.
La municipalité a été fondée le 1er avril 1896.
La ville a été à nouveau détruite lors d'un raid aérien durant la Seconde Guerre mondiale le 12 juillet 1945.
En 2007, Utsunomiya a absorbé deux localités voisines du district de Kawachi.

## Économie
Utsunomiya accueille une usine de fabrication de matériel optique, Canon, une usine de Japan Tobacco, des centres de design Honda et d'autres entreprises industrielles dans le complexe industriel de Kiyohara.
Un des plus grands centres commerciaux du nord du Kantō, Bell Mall, se trouve à proximité du centre-ville.

## Transports

### Voies routières
Les autoroutes Tōhoku Expressway et Kita-Kanto Expressway passent à proximité d'Utsunomiya.

### Bus
Utsunomiya et ses environs disposent d'une centaine de lignes de bus, (réseau JR ou réseaux privés).

### Voies ferroviaires
La ville est accessible :
- en empruntant les lignes gérées par la JR East :
  - ligne Shinkansen Tōhoku,
  - ligne Nikkō,
  - ligne principale Tōhoku (ligne Utsunomiya).

Ces lignes desservent la gare d'Utsunomiya, au centre-est de la ville.
- En empruntant la ligne gérée par la compagnie Tōbu :
  - ligne Tōbu Utsunomiya, qui dessert la gare de Tōbu-Utsunomiya, terminus, au centre-ouest de la ville.

Le métro léger d'Utsunomiya est entré en service en 2023.

## Urbanisme
Utsunomiya comporte un unique gratte-ciel, l'Utsunomiya PEAKS haut de 108 mètres et achevé en 2019.

## Sport
Utsunomiya a accueilli les championnats du monde de cyclisme sur route en 1990.

## Jumelages
- Manukau (Nouvelle-Zélande) depuis le 24 février 1982[3]
- Qiqihar (Chine) depuis le 30 septembre 1984
- Orléans (France) depuis le 7 mai 1989
- Tulsa (États-Unis) depuis le 10 juillet 1992
- Pietrasanta (Italie) depuis le 3 août 1995

## Personnalités liées à la municipalité
- Hayao Miyazaki, réalisateur ayant vécu une partie de son enfance à Utsunomiya.
- Kuniaki Koiso y est né.
- Akiko Kawarai, peintre et designer japonaise y est née.
- Michiko Ueno, ministre japonaise, y est née, a représenté la ville à la Chambre des conseillers du Japon, et y habite.
- Sadao Watanabe, musicien de jazz japonais y est né.
- Kei Hata, femme politique